# اولگا توکارچوک
اولگا تُوکارچُوک (لهستانی: Olga Nawoja Tokarczuk؛ زادهٔ ۲۹ ژانویهٔ ۱۹۶۲) نویسنده، شاعر، فیلم‌نامه‌نویس و روان‌شناس اهل لهستان است که در سال ۲۰۱۹، جایزه نوبل ادبیات سال ۲۰۱۸ را از آن خود کرده‌است.
در دانشگاه ورشو روان‌شناسی خواند و پیش از اشتغال تمام وقت به نویسندگی، به مدت چندین سال به روان‌درمانی پرداخت. اولین کتابش را در سال ۱۹۸۹ منتشر کرد؛ مجموعه‌شعری با عنوان شهرها در آینه‌ها. پس از آن به ادبیات داستانی روی آورد. اولین رمانش داستانی تمثیلی بود دربارهٔ دو عاشق در قرن هفدهم فرانسه که به دنبال کسب معنای زندگی می‌روند. دومین رمانش، با عنوان ای. ای، دربارهٔ زنی است از خانواده‌ای متشخص و بورژوا در دههٔ ۱۹۲۰ که از مشکلات روانی رنج می‌برد.
روند موفقیت اولگا با سومین اثرش آغاز شد: رمانی با عنوان دوران کهن و زمان‌های دیگر. این کتاب دربارهٔ روستایی خیالی در لهستان است. چهار فرشته از این روستا محافظت می‌کنند و همین چهار موجود، راویان سرگذشت اهالی این روستا در بازه‌ای هشتاد ساله، از ۱۹۱۴ تا زمان حال، هستند. توکارچوک، در این رمان نیز مانند اثر اول خود از عناصر مربوط به داستان‌های عامیانه و افسانه‌ای استفاده کرده‌است و اکثر شخصیت‌های داستان، به کهن‌الگوها نزدیک هستند.
پس از این، تغییر محسوسی در سبک نگارش نویسنده پدید آمد. اولگا به نوشتن قطعات کوتاهی جلب شد که لزوماً خط داستانی مشخصی نداشتند، اما کنار هم قرار گرفتن‌شان احساسی یکپارچه به وجود می‌آورد که قابل مقایسه با یک رمان بود. کمد  اولین اثری بود که در این قالب از وی منتشر شد و در واقع، از سه داستان بلند تشکیل می‌شد. این کتاب، اولین اثر نویسنده بود که به انگلیسی ترجمه شد و برای اولین بار، نام وی را به عنوان یکی از چهره‌های مهم ادبی لهستان بر سر زبان‌ها انداخت.
رمان پروازها، اثری است قطعه‌قطعه و چندپاره که در بازه‌ای چهارصد ساله، بین قرن هفدهم تا قرن بیست و یکم، روایت می‌شود. این کتاب، از ۱۱۶ فصل مجزا تشکیل شده. بعضی از فصول تنها شامل چند جمله هستند و برخی دیگر شامل ده‌ها صفحه. راوی تمام این قطعات، زن مسافری است بی‌نام. عنوان کتاب اشاره‌ای است به باوری قدیمی در میان فرقه‌ای از پیروان کلیسای ارتدوکس که معتقد بودند دائم در حرکت بودن، راهی است برای دوری از فریب شیطان. در کلی‌ترین تعریف، کتاب تأملی است دربارهٔ سفر. بعضی از قطعات، به نقل داستان‌های تاریخی و مستند می‌پردازند و برخی دیگر، زادهٔ خیال نویسنده‌اند. انتشار این کتاب در لهستان با موفقیت عظیمی همراه بود و جایزهٔ معتبر نایکی لهستان را برای اولگا به ارمغان آورد. حدود یک دهه پس از انتشار نسخهٔ اصلی، ترجمهٔ انگلیسی این کتاب منتشر شد و در سال ۲۰۱۸، جایزهٔ معتبر بوکر را نصیب نویسنده و مترجم اثر (جنیفر کرافت) کرد.
در سال ۲۰۱۴، اولگا با رمان کتاب‌های یعقوب یک بار دیگر جایزهٔ نایکی و همین‌طور جایزهٔ خانهٔ فرهنگ سوئد را به دست آورد؛ رمانی که در قرن هجدهم می‌گذرد و بر تاریخ یهودیان آن منطقه تمرکز دارد. ترجمهٔ انگلیسی آخرین رمان وی، با عنوان استخوان مردگان را شخم بزنید، در فهرست نامزدان بوکر قرار گرفت. همچنین، بر اساس آن فیلمی ساخته شد که خرس نقره‌ای جشنوارهٔ فیلم برلین را نصیب کارگردان آن کرد.
در حالی که جایزهٔ نوبل ادبیات به دلیل رسوایی جنسی یکی از اعضا در سال ۲۰۱۸ برگزار نشد، در سال بعد دو برنده برای دو سال پیاپی این جایزه معرفی گردید و توکارچوک (به عنوان برندهٔ سال ۲۰۱۸) و پتر هاندکه (به عنوان برندهٔ سال ۲۰۱۹) انتخاب شدند. با وجود شهرت بین‌المللی این نویسنده، در داخل کشور لهستان منتقدان زیادی وجود دارند که وی را به ارائهٔ تصویری تیره و تار و مغشوش از فرهنگ لهستان متهم می‌کنند. در ایران، رمان پروازها از این نویسنده با عنوان گریزها روانهٔ بازار کتاب شده‌است.

## کتابشناسی
- کمد

- بچه‌های سبز
- پروازها

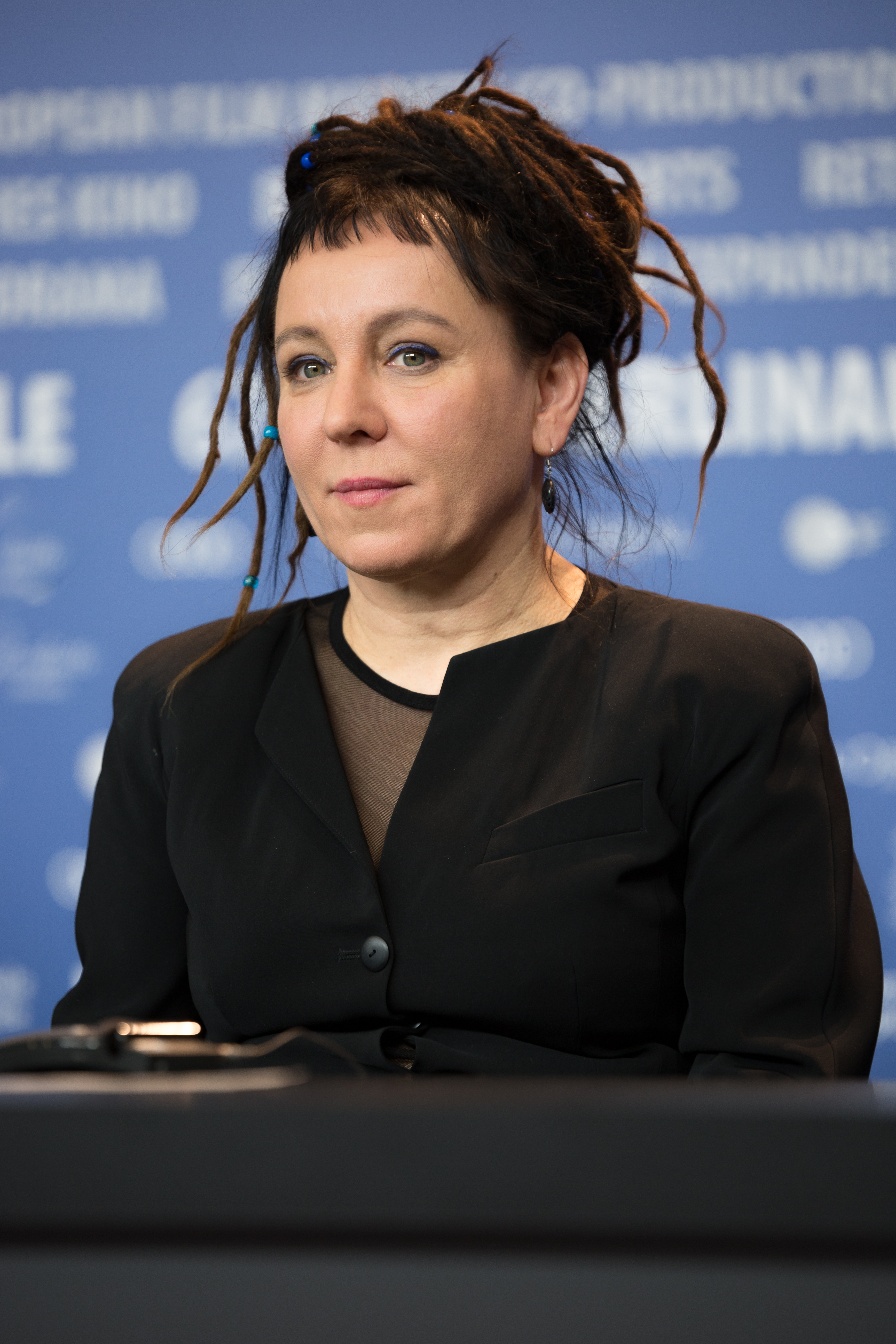
در سال ۲۰۱۷

- گاوآهن خود را روی استخوان‌های مرده بکش
- خانه ی روز، خانه ی شب

## جوایز
وی همچنین برندهٔ جوایزی همچون جشنواره بین‌المللی ادبیات ویله‌نیتسا و جایزه جهانی من بوکر برای نویسندگی رمان پروازها شده‌است.